# Andrew Chaikin
Andrew L. Chaikin , né le 24 juin 1956 est un auteur, conférencier et journaliste scientifique américain. Il vit dans le Vermont.

## Biographie
Il est l'auteur du livre Un homme sur la Lune (en) (A man on the moon), une description détaillée des missions Apollo sur la Lune. Ce livre a servi de base à De la Terre à la Lune (From the Earth to the Moon), une mini-série de 12 épisodes sur HBO,.
De 1999 à 2001, Chaikin a été rédacteur en chef pour l'espace et la science à Space.com. De 2008 à 2011, il a été membre de la faculté de l'université d'État du Montana à Bozeman, dans le Montana. En 2013, il a écrit et réalisé la narration d'une vidéo de la NASA recréant la prise de la célèbre photo du lever de terre lors de la mission Apollo 8.
Son livre Un homme sur la lune : un saut de géant indique qu'il a grandi à Great Neck, dans l'État de New York, et qu'il a travaillé au Jet Propulsion Laboratory de la NASA/Caltech sur le programme Viking alors qu'il étudiait la géologie à l'université Brown.

## Dans la culture populaire
Dans la mini-série de HBO « From the Earth to the Moon », Chaikin a fait une brève apparition dans des séquences pseudo-documentaires dans le premier épisode en tant qu'animateur de Meet the Press.